# Філіпп Торретон
Філі́пп Торрето́н (фр. Philippe Torreton; нар. 13 жовтня 1965, Руан, Франція) — французький театральний та кіноактор. Лауреат премії «Сезар» 1997 року за найкращу чоловічу роль у фільмі Бертрана Таверньє «Капітан Конан» .

## Біографія та кар'єра
Філіпп Торретон народився 13 жовтня 1965 року в Руані (Верхня Нормандія, Франція) в сім'ї вчительки і заправника бензоколонки. Виріс у передмісті Руану, навчався в ліцеї Едуарда Бранлі в Ле-Гран-Кевії, де виявив любов до театру, яку розвивав його професор Дезір, якого він любить цитувати. З 1987 року Торретон проходив навчання у Вищій національній консерваторії драматичного мистецтва, де відвідував класи Мадлен Маріон, Катерини Хігель та Даніеля Месгіша.
У 1990 році Філіпп Торретон почав виступати в «Комеді Франсез» а у 1994 році він став 489 соцієтарієм театру.
Пропрацювавши в театрі до 1994 року і зігравши знамениті ролі Лоренцаччо, Гамлета, Генрі IV, Тартюфа і Жоржа Данена, Філіпп Торретон залишив Комеді Франсез.
У 1996 Філіпп Торретон отримав премію Жерара Філіпа міста Парижа, і в тому ж році він знявся в ролі капітана Конана в однойменному фільмі Бертрана Таверньє про події, що сталися під час Першої світової війни у 1919 році. Ця роль принесла Торретону премію «Сезар» в номінації за найкращу чоловічу роль у 1997 році. Надалі Філіпп продовжив співпрацю з Таверньє, зігравши роль директора дитячого садочку, повсталого проти соціальної необлаштованості у фільмі «Це починається сьогодні» (1999). За цю роль Торретон у 2000 році був вдруге номінований на «Сезара» як найкращий актор.
У театрі Філіпп Торретон грає в різних п'єсах, зокрема і в постановці своєї дружини Анни-Марії Етьєн не «Можна переробити майбутнє» 2000 року.
У 2005 році на каналі France 2 вийшов історичний серіал «Прокляті королі» за Морісом Дрюоном у якому Філіпп Торретон виступив в ролі Роберта Артуа.
З 2005 по 2006 Філіпп Торретон гастролює з роллю Річарда III в постановці однойменної п'єси Вільяма Шекспіра, здійсненої Філіппом Кальваріо. У сезонах 2012–2014 Торретон зіграв головну роль у постановці «Сірано де Бержерака» Едмона Ростана. За цю роботу Філіпп Торретон отримав Премію Мольєра за найкращу чоловічу роль у 2014 році.

## Політична активність
Під час президентських виборах у Франції 2007 року Філіпп Торретон підтримав Сеголен Руаяль.
У 2008 Філіппа Торретона запрошує в Париж на муніципальні вибори мер Бертран Деланое як кандидата 9-го округу і його обирають членом ради. До листопада 2010-го Торретон також був членом ради округу, уповноваженим мером округу з боротьби проти дискримінації та відповідальним за події культурного життя.

## Особисте життя
З 2003 по 2007 Філіпп Торретон зустрічався з журналісткою і ведучою Клер Шазаль.
20 червня 2008 року, актор одружився з Ельзою Бубліль, журналісткою і продюсер джазової програми Summertime на каналі France Inter.
У Філіппа Торретона двоє дітей, Луї та Мері, від його шлюбу з режисером Анн-Марі Етьєн. Двоє інших, від шлюбу з Ельзою Бубліль, — Жанна і Симон, що народилися у 2008-му та у 2011-у роках відповідно.

## Фільмографія (вибіркова)
| Рік       |    | Українська назва                                      | Оригінальна назва                                            | Роль                 |
| --------- | -- | ----------------------------------------------------- | ------------------------------------------------------------ | -------------------- |
| 1990      | кф | Останній погляд                                       | Dernier regard                                               |                      |
| 1991      | ф  | Сніг і полум'я                                        | La neige et le feu                                           |                      |
| 1992      | ф  | Поліцейський загін L-627                              | L.627                                                        | Антуан               |
| 1992      | тф | Лікар мимоволі                                        | Le médecin malgré lu                                         | Лукас і Перрен       |
| 1993      | ф  | Нове життя                                            | Une nouvelle vie                                             | Фред                 |
| 1993      | тф | Один светр під іншим                                  | Un pull par dessus l'autre                                   | батько Емілі         |
| 1994      | ф  | Забудь мене                                           | Oublie-moi                                                   | Фабріс               |
| 1994      | ф  | Чорний ангел                                          | L'ange noir                                                  | Крістоф              |
| 1995      | ф  | Приманка                                              | L'appât                                                      | шеф копів            |
| 1996      | ф  | Прекрасне літо 1914 року                              | Le bel été 1914                                              | Ернест Пайлерон      |
| 1996      | ф  | Капітан Конан                                         | Capitaine Conan                                              | капітан Конан        |
| 1996      | ф  |                                                       | La serva amorosa                                             | Арлекін              |
| 1998      | тф | Тартюф, або Обманщик                                  | Tartuffe ou L'imposteur                                      | Тартюф               |
| 1998      | тф | Витівки Скапена                                       | Les fourberies de Scapin                                     | Скапен               |
| 1999      | ф  | Це починається сьогодні                               | Ça commence aujourd'hui                                      | Даніель Лефевр       |
| 1999      | ф  | Рано чи пізно                                         | Tôt ou tard                                                  | Ерік                 |
| 2001      | ф  | Фелікс і Лола                                         | Félix et Lola                                                | Фелікс               |
| 2001      | ф  | Запаморочення від любові                              | Vertiges de l'amour                                          | Вінсент              |
| 2002      | тф | На дахах Парижу                                       | Sur les toits de Paris                                       | коментатор           |
| 2003      | ф  | Мосьє N.                                              | Monsieur N.                                                  | Наполеон Бонапарт    |
| 2003      | ф  | Викрадач тіл                                          | Corps à corps                                                | Марко Тіссеран       |
| 2004      | ф  | Напарник                                              | L'équipier                                                   | Івон Ле Гуен         |
| 2005      | тф | Сім'я в сум'ятті                                      | Une famille dans la tourmente)                               | голос за кадром      |
| 2005      | ф  | Лицарі неба                                           | Les chevaliers du ciel                                       | Бертран              |
| 2005      | с  | Прокляті королі                                       | Les rois maudits                                             | Робер Артуа          |
| 2006      | ф  | Великий Мольн                                         | Le grand Meaulnes                                            | мосьє Сорель         |
| 2007—2011 | с  | Новели Гі де Мопассана                                | Chez Maupassant                                              | Маріссо              |
| 2007      | ф  | Жан де Лафонтен — виклик долі                         | Jean de La Fontaine - Le defi                                | Кольберт             |
| 2007      | ф  | Ульжан                                                | Ulzhan                                                       | Шарль                |
| 2007      | тф | Життя буде прекрасним                                 | La vie sera belle                                            | Раймон Бурсьє        |
| 2009      | тф | Королева і кардинал                                   | La reine et le cardinal                                      | кардинал Мазаріні    |
| 2009      | ф  | 13-й район: Ультиматум                                | Banlieue 13 Ultimatum                                        | Президент республіки |
| 2009      | с  | Століття Мопассана. Повісти та розповіді XIX століття | Au siècle de Maupassant: Contes et nouvelles du XIXème si... | Бастьє Фоллавойн     |
| 2010      | тф | Буря                                                  | Tempêtes                                                     | Patrick Cloaguen     |
| 2011      | ф  | Передбачувані винні                                   | Présumé coupable                                             | Alain Marecaux       |
| 2011      | ф  | Порядок і мораль                                      | L'ordre et la morale                                         | Крістіан Прото       |
| 2013      | тф | Злочин держави                                        | Crime d'État                                                 | Турне                |
| 2013      | ф  | Піна днів                                             | L'écume des jours                                            | Жан-Соль Партре      |
| 2013      | ф  | Документ, якого бракує                                | La pièce manquante                                           | Андре                |
| 2014      | тф | Інтимні докази                                        | Intime conviction                                            | Поль Віллер          |

## Визнання
У січні 2016 року Філіпп Торретон був нагороджений французьким орденом Мистецтв та літератури (офіцер).
| Рік                                      | Категорія                 | Фільм                   | Результат |
| ---------------------------------------- | ------------------------- | ----------------------- | --------- |
| Премія «Сезар»                           |                           |                         |           |
| 1997                                     | Найкращий актор           | Капітан Конан           | Перемога  |
| 1997                                     | Найперспективніший актор  | Капітан Конан           | Номінація |
| 2000                                     | Найкращий актор           | Це починається сьогодні | Номінація |
| 2005                                     | Найкращий актор           | Напарник                | Номінація |
| 2012                                     | Найкращий актор           | Передбачувані винні     | Номінація |
| Кінофестиваль романтичного кіно у Кабурі |                           |                         |           |
| 1997                                     | Найкращий актор           | Капітан Конан           | Перемога  |
| Приз Європейської кіноакадемії           |                           |                         |           |
| 1997                                     | Найкращий актор           | Капітан Конан           | Номінація |
| 1999                                     | Найкращий актор           | Це починається сьогодні | Номінація |
| Премія «Люм'єр»                          |                           |                         |           |
| 2000                                     | Найкращий актор           | Це починається сьогодні | Перемога  |
| Премія Сен-Жорді                         |                           |                         |           |
| 2000                                     | Найкращий іноземний актор | Це починається сьогодні | Перемога  |
| Кінофестиваль Стоуні-Брук (Нью-Йорк)     |                           |                         |           |
| 2012                                     | Премія за досягнення      | Передбачувані винні     | Перемога  |
| Премія CinEuphoria                       |                           |                         |           |
| 2013                                     | Найкращий актор           | Передбачувані винні     | Номінація |